# Драгутин Јовановић Луне
Драгутин Јовановић Луне (Алексинац, 1892 — Ниш, 2. јула 1932) је био српски четник, официр, политичар, народни посланик и председник општине Врњци.
Вишеструко одликовани херој Балканских и Првог светског рата.

## Младалачке године
Рано детињство је провео у Алексинцу, где су се његови родитељи доселили из Прилепа. Ускоро се породица поново сели, и то у Врњачку Бању, у којој Драгутин завршава основну школу.
Од оца учи зидарски занат и ради на изградњи пруге Крушевац-Сталаћ-Ужице. Тада од главног инжењера добија надимак „Луне“, по коме ће бити познат до краја живота.

## Балкански и Први светски рат
Јовановић постаје заинтересован за четничку акцију, те ступа у одред Војводе Вука 22. марта 1911. године и учествује у борбама у Старој Србији. Као четник Војводе Вука учествовао је и у Првом и Другом балканском рату.
По избијању Првог светског рата, у чину наредника, приступа Јадарском четничком одреду Војводе Вука. У октобру 1914. године Луне са својим водом на Безименој ади (близу аде Курјачице) заробљава 10 аустроугарских официра и око 300 подофицира и редова.
Учествовао је у готово свим значајнијим биткама које је Српска војска водила у Првом светском рату, а у борби на Груништу је рањен у руку. У новембру 1917. године добија задатак од Врховне команде да се убаци у непријатељску позадину и доставља информације о кретању трупа.
На окупираним подручјима Македоније и Србије остаје све до краја августа 1918. године. За овај подвиг унапређен је у чин потпоручника.

## Ордење
За заслуге у ратовима одликован је:
- Карађорђевом звездом са мачевима IV степена,
- Златним војничким орденом Карађорђеве звезде са мачевима (два пута),
- Златном медаљом Милош Обилић за храброст (два пута),
- француским Ратним крстом,
- грчком медаљом за храброст,
- Албанском споменицом,
- Споменицама ратова од 1912-1918, те другим одликовањима.

## Послератна каријера и живот
Јовановић је пензионисан у чину поручника 31. марта 1924, године на служби у команди Београда. Приступа Демократској странци Љубе Давидовића и постаје председник Врњачке општине, а 1927. године и народни посланик.
Када се десио атентат на Стјепана Радића у Народној скупштини 20. јуна 1928. године, Јовановић се налазио непосредно уз атентатора Пунишу Рачића, али је на суђењу у мају и јуну 1929. године ослобођен оптужби за саучесништво у убиству хрватских посланика.
После ових догађаја, напушта политику и учествује једино у раду четничког удружења које је водио Коста Миловановић Пећанац.

## Атентат
Драгутин Јовановић Луне убијен је 2. јула 1932. на Железничкој станици у Нишу револверским метком полицијског агента Стевана Протића, са којим се Луне потукао око прегледа пртљага. Ово убиство је до данашњег дана остало под велом сумње, а поједини историчари указују и на неке политичке мотиве.